# بوبا مكدانيل
روبرت «بوبا» مكدانيل (بالإنجليزية: Robert "Bubba" McDanie؛ مواليد 3 مايو 1983) هو مُقاتل فنون قتالية مختلطة أمريكي.

## وصلات خارجية
- بوبا مكدانيل على موقع يو إف سي (الإنجليزية)
- بوبا مكدانيل على موقع بيلاتور (الإنجليزية)
- بوبا مكدانيل على موقع شيردوغ (الإنجليزية)
- بوبا مكدانيل على موقع IMDb (الإنجليزية)